# Ragnar Þórhallsson
En aquest nom islandès, el darrer nom és un patronímic, no pas un cognom. La manera de referir-se a aquesta persona és pel nom de pila.
Ragnar "Raggi" Þórgallson és el vocalista, guitarrista i un dels compositors de la banda islandesa Of Monsters and Men, des del 2010, any que es va crear el grup. Va néixer a Garðabær el 6 de març de 1987. Va estudiar estudiar arts a Reykjavík durant la seva joventut, tot i que va acabar dedicant-se a la música.
Va accedir als Of Monsters and Men a través d'un amic que coneixia Nanna Bryndís Hilmarsdóttir, que el va sentir cantar i va decidir incorporar-lo a la banda, que, posteriorment, s'havia de presentar al concurs caçatalents Músíktilraunir i acabaria consolidant-se el 2012 amb l'àlbum "My Head Is an Animal"